# Les Fêtes de Polymnie
Les Fêtes de Polymnie est un opéra-ballet (ou « ballet héroïque ») de Jean-Philippe Rameau sur un livret de Louis de Cahusac.

## Historique
La pièce, en un prologue et trois entrées, a été représentée pour la première fois le 12 octobre 1745 à l'Académie royale de musique. Elle a été composée pour célébrer la victoire de Fontenoy remportée le 11 mai précédent par le Maréchal de Saxe, en présence de Louis XV, sur les troupes coalisées commandées par le  duc de Cumberland.
L'œuvre complète fut reprise une seule fois du vivant de Rameau pendant la saison 1753-1754 en pleine Querelle des Bouffons, et en 1765, la dernière entrée (La Féerie) fut rejouée pendant une reprise des Fêtes de l'Hymen et de l'Amour, en lieu et place de la seconde entrée d'origine (Canope).
Les Fêtes de Polymnie, que Cuthbert Girdlestone classe parmi les œuvres secondaires (minor works) de Rameau ont ensuite été largement oubliées jusqu'à la fin du XXe siècle. Girdlestone estime d'ailleurs que cette partition est généralement inférieure du meilleur Rameau (op. cit. page 445).
C'est la toute première œuvre issue de la collaboration de Rameau avec Cahusac, librettiste ayant des idées novatrices en matière de drame lyrique, et qui tient en particulier à relier de façon plus organique les intermèdes dansés (par le procédé du ballet figuré) avec l'action de l'opéra. Cette collaboration durera jusqu'à la mort du poète en 1759.

## Distribution
| Personnage                                                                       | Voix         | Distribution à la création                  |
| Prologue                                                                         | Prologue     | Prologue                                    |
| -------------------------------------------------------------------------------- | ------------ | ------------------------------------------- |
| Mnémosyne                                                                        | soprano      | Marie-Jeanne Chevalier                      |
| La Victoire                                                                      | soprano      | Mlle Rotisset de Romainville                |
| Polymnie                                                                         | soprano      | Bourbonnois                                 |
| Le chef des Arts                                                                 | haute-contre | Jean-Paul Spesoller dit La Tour             |
| Chœur : La suite du Chef des Arts ; les Muses                                    |              |                                             |
| 1re entrée : La Fable                                                            |              |                                             |
| Alcide                                                                           | haute-contre | Pierre Jélyotte                             |
| Hébé                                                                             | soprano      | Marie Fel                                   |
| Jupiter                                                                          | basse        | Joseph Le Page                              |
| Le Destin                                                                        | basse        | Lefèvre                                     |
| Chœur : Les Jeux, les Grâces, les Plaisirs et la suite d'Hébé ; dieux et déesses |              |                                             |
| 2e entrée: L'Histoire                                                            |              |                                             |
| Séleucus                                                                         | basse-taille | Claude-Louis-Dominique De Chassé de Chinais |
| Stratonice                                                                       | soprano      | Marie-Jeanne Chevalier                      |
| Antiochus                                                                        | haute-contre | Pierre Jélyotte                             |
| Une syrienne                                                                     | soprano      | Marie-Angélique Coupée                      |
| Chœur : Peuples et guerriers de Syrie                                            |              |                                             |
| 3e entrée: La Féerie                                                             |              |                                             |
| Oriade                                                                           | soprano      | Mlle Rotisset de Romainville                |
| Argélie                                                                          | soprano      | Marie Fel                                   |
| Zimès                                                                            | basse-taille | Claude-Louis-Dominique de Chassé de Chinais |
| Chœur : Chasseurs ; troupe de nymphes de la suite d'Argélie                      |              |                                             |

## Résumé de l'œuvre

### Prologue - Le Temple de Mémoire

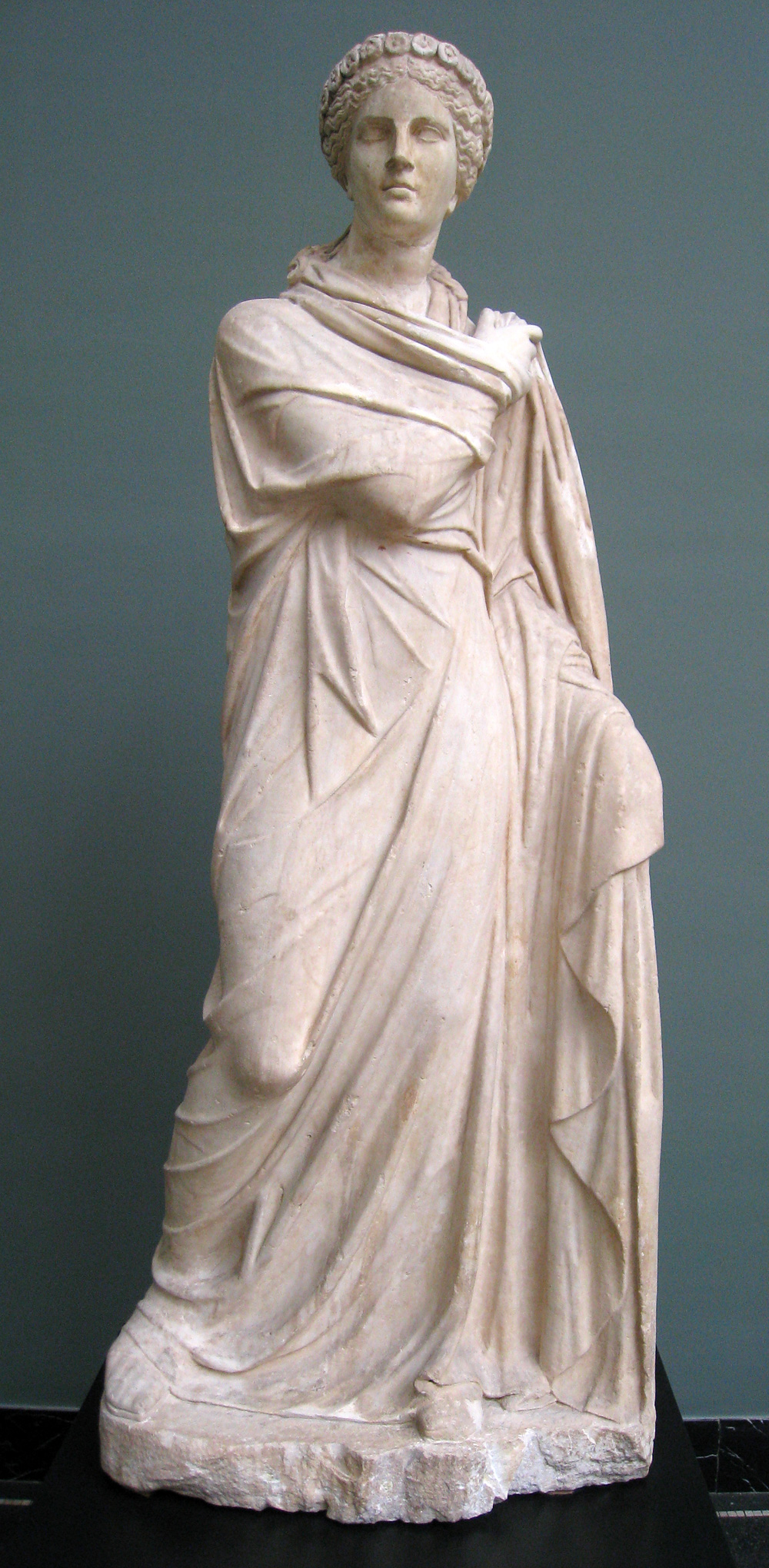
Polymnie

Selon Girdlestone, l'ouverture (qui est reprise à la fin du prologue) est la pièce la plus intéressante de la partition : elle diverge notablement de la tradition lulliste et est empreinte d'un réel caractère novateur. Le chroniqueur du Mercure de France en août 1745 s'étonne de la variété des ouvertures de Rameau, toutes différentes des précédentes et de celles de ses contemporains, beaucoup plus stéréotypées - celle-ci ne fait pas exception. Ce fait sera d'ailleurs souligné plus tard par Chabanon dans son Éloge de M. Rameau en 1764 : « Parcourez toutes les ouvertures de M. Rameau ; l'y trouverez-vous semblable à qui que ce soit ? De l'une à l'autre il ne se ressemble pas lui-même. »
Dans le temple de Mnémosyne
Mnémosyne, déesse de la Mémoire, exhorte les Arts à chanter les héros. Descendue sur son char, la Victoire accompagnée des Arts célèbrent le roi, couronné par la Renommée, auquel est dédiée une statue d'or. Polymnie, muse de la Rhétorique, exalte le héros et les guerriers et leur propose les plaisirs de l'amour illustrés par chacune des trois entrées.

### Première entrée - La fable

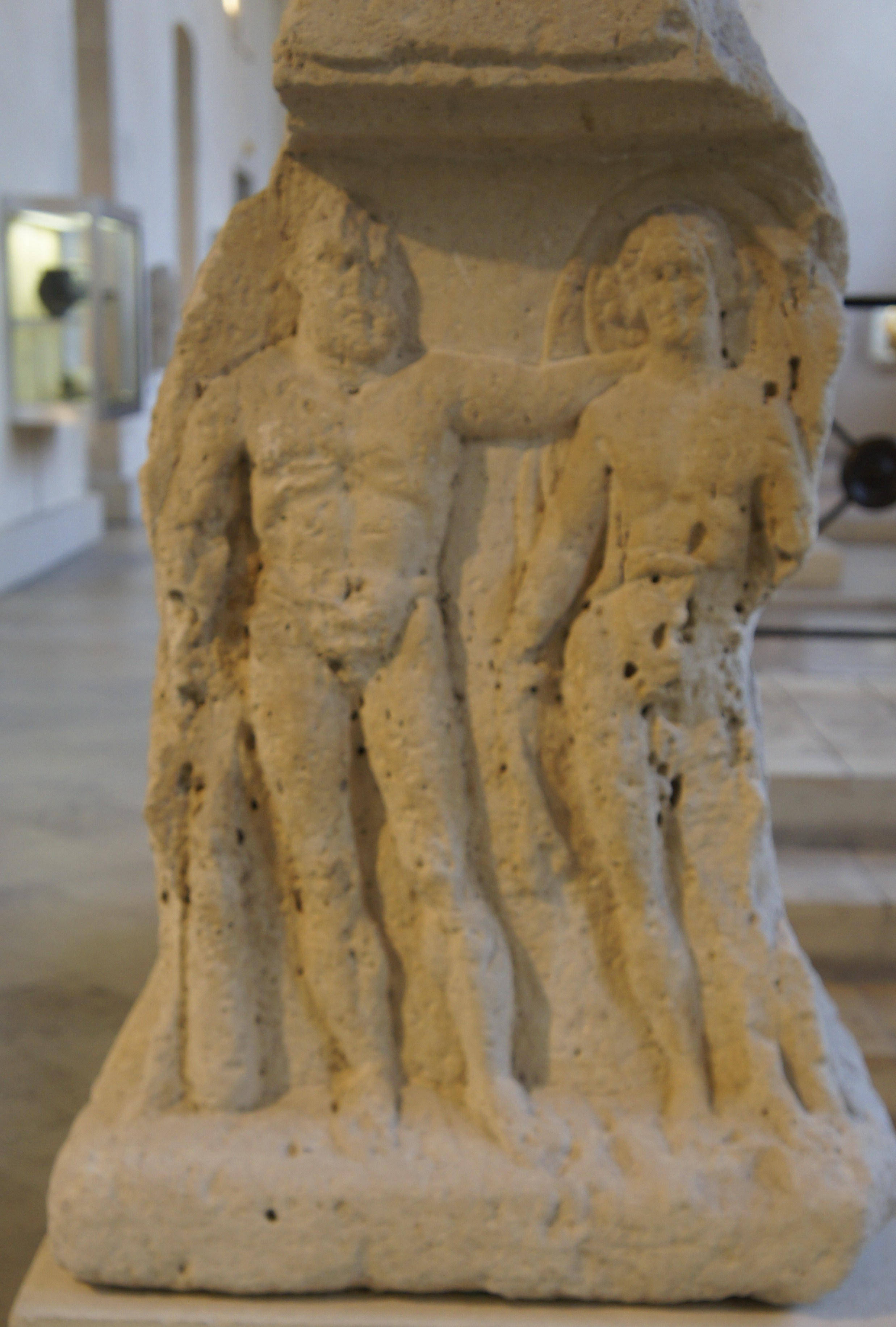
Hercule et Hébé

Cette entrée tire son argument des noces d'Alcide (Hercule) avec Hébé, déesse de la Jeunesse, rapportées notamment par la légende homérique de l'Odyssée.
Dans le séjour des dieux
Alcide, appelé à l'immortalité grâce à ses hauts faits, voit Hébé accompagnée des Jeux, des Grâces et des Plaisirs qui dansent une vaste chaconne, instrumentale et chantée ; il tombe amoureux de la déesse qui n'est pas insensible au charme du héros, mais s'en remet à la décision de Jupiter, car le dieu Mars est un autre prétendant. Jupiter arrive accompagné de sa suite et intercède en faveur des amants auprès du Destin apparu un court instant en majesté et aux pieds duquel se trouvent la Fortune, la Gloire, la Victoire, le Temps et toutes les divinités. Laconique, le Destin rend son verdict : « La vertu fait les dieux : qu'Alcide soit heureux ! ». Un ballet figuré termine l'entrée : L'Hymen et les Plaisirs unissent les deux amants avec des guirlandes de fleurs.

### Deuxième entrée - L'histoire

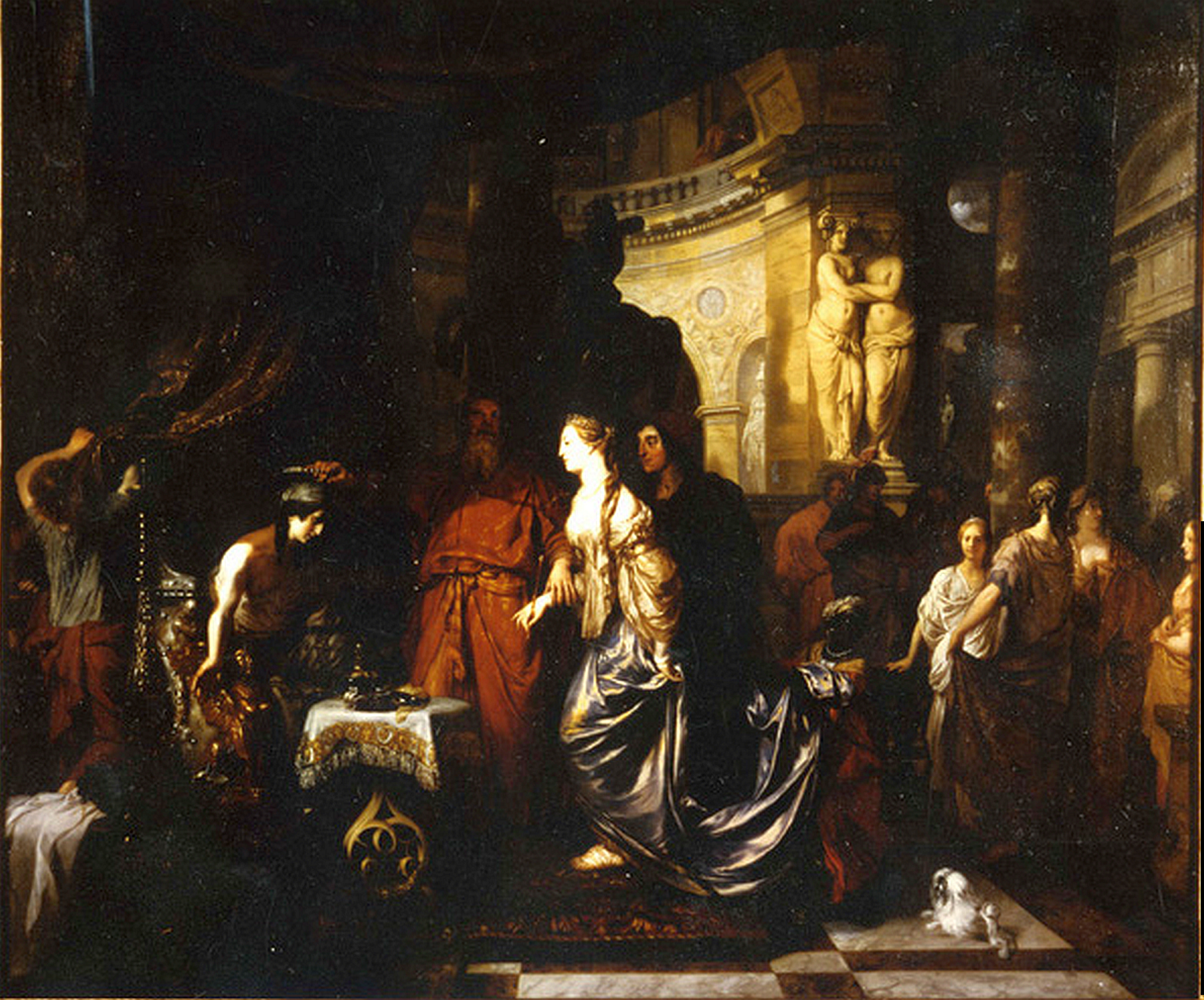
Séleucos, Antiochos et Stratonice

L'histoire (véridique) est celle de Séleucos Ier, marié à Stratonice qui, par amour pour son fils Antiochos, lequel se meurt d'amour pour Stratonice, s'en sépare et la lui laisse pour épouse. Cependant, pour préserver les convenances, dans l'opéra-ballet les noces de Séleucus et de Stratonice ne sont encore qu'à l'état de projet ...
Dans le jardin des rois de Syrie
Le roi Séleucus revient victorieux de la bataille d'Ipsos et une magnifique fête se déroule pour honorer le héros, qui doit épouser Stratonice. Mais Séleucus et cette dernière sont préoccupés par l'état d'Antiochus, rongé par une tristesse profonde et inexpliquée. Stratonice (qui est secrètement amoureuse d'Antiochus) est envoyée pour tenter de savoir quel est son tourment. C'est avec beaucoup d'hésitations qu'Antiochus laisse entrevoir à Stratonice qu'il l'aime plus que tout. Stratonice doit reconnaître que cet amour est réciproque ; Séleucus finit par comprendre la cause de la gêne des deux jeunes gens : généreux et tout à l'affection paternelle qu'il voue à son fils, il donne son accord à l'union de celui-ci et de Stratonice. Chants et danses exaltent la générosité et la magnanimité du souverain.

### Troisième entrée - La féerie

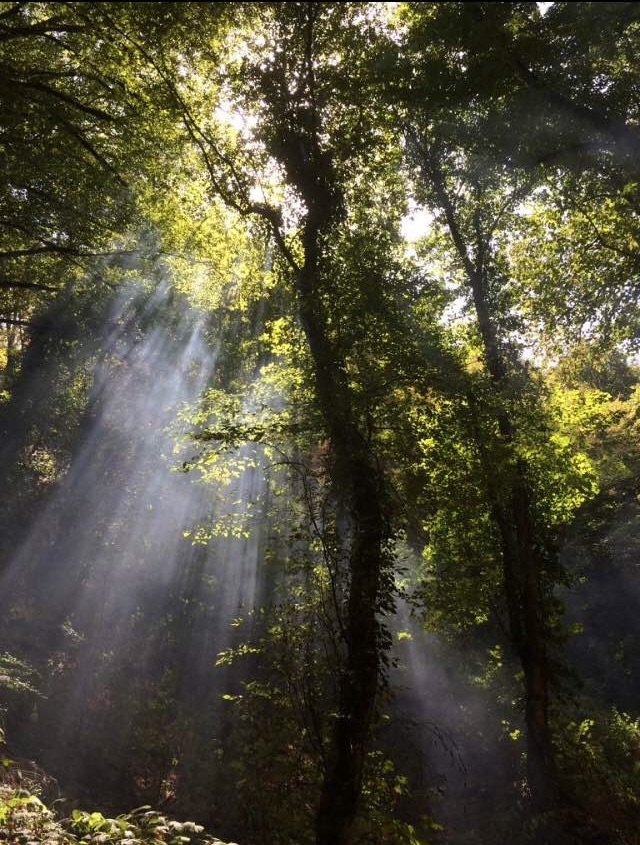
Une forêt profonde ...

La troisième entrée nous transporte dans le monde enchanté de la magicienne Alcine, héroïne maléfique de la légende du Roland furieux.
Dans une forêt profonde, sauvage et inquiétante
La fée Oriade et Argélie évoquent Zimès, le fils d'Oriade dont Argélie s'était éprise. Mais Oriade raconte comment Alcine, son ennemie, par vengeance a transformé Zimès en une brute assoiffée de violence. C'est seulement si Zimès vient à aimer et être aimé d'un amour pur que le charme sera rompu. Après avoir confié tout son espoir dans les attraits d'Argélie, lui donnant sa baguette magique Oriade sort, la laissant seule. Un tumulte se fait entendre ; Argélie se cache. Le bruit se rapproche : c'est une troupe de chasseurs à qui s'est joint Zimès et qui chantent leur désir de carnage. Mais au moment où ils s'éloignent, Zimès est saisi d'un charme magique, qui lui ôte sa fureur et le fait s'endormir. Argélie s'approche et s'attendrit en le voyant.
Le théâtre change et se transforme en des jardins fleuris magiquement embellis
Une troupe de nymphes vient former une fête, qui réveille Zimès, étonné de ce qu'il voit et entend. Les chasseurs reviennent cependant que Zimès, progressivement revenu à lui est saisi d'amour pour Argélie ; les chasseurs sont séduits par la douce mélodie et la grâce des nymphes et vont célébrer l'amour de Zimès et Argélie en se joignant à elles. Celles-ci les enchaînent avec des guirlandes de fleurs, dans un ballet final en l'honneur de l'amour qui a vaincu le charme fatal.

## Sources
- Philippe Beaussant (dir.), Rameau de A à Z, Paris, Fayard, mai 1983, 397 p. (ISBN 2-213-01277-6)
- (en) Cuthbert Girdlestone, Jean-Philippe Rameau : His life and work, New York, Dover Publications, coll. « Dover books on music, music history », 1969, 2e éd. (1re éd. 1957), 631 p. (ISBN 0-486-26200-6, lire en ligne)
- Livret d'accompagnement (par Benoît Dratwicki) de l'enregistrement par l'Orfeo Orchestra/Purcell Choir (dir. György Vashegyi) - avec 2 CD Glossa - 2015
- Compte rendu du Mercure de France d'août 1745 ici

## Discographie
- Orfeo Orchestra/Purcell Choir, dir. György Vashegyi (2 CD Glossa, 2015)